# 閔台鎬
閔台鎬（： Min Taeho，1834年—1884年10月18日），字景平，號杓庭，是朝鮮王朝末期一個擅寫書法的外戚文臣，因與當時國王高宗之王妃明成皇后皆出身自驪興閔氏，受到重用。為東道西器（保有儒家倫理但適當接納西洋器具）思想者，1884年甲申政变时在景佑宮的宮門前遭到金玉均等開化黨成員刺殺。死後，高宗賜諡忠文。

## 生平
閔台鎬早年師從當時大儒兪莘煥，1870年參加科舉獲庭试文科丙科及第。1874年同族的閔升鎬被人用炸藥謀殺身亡，死時並無後裔，明成皇后有意將閔台鎬的兒子閔泳翊過繼給閔升鎬處理後事，然而閔台鎬由於閔泳翊為獨生子故不願意。其弟閔奎鎬便用一句「不如共图富贵」引誘他，閔台鎬為了虛榮便接受了明成皇后。隨後閔奎鎬成為吏曹判書。
民間普遍認為這次事件是被明成皇后趕下台的攝政興宣大院君，因此閔泳翊亦派了刺客到其住所雲峴宮報仇。
1875年，閔台鎬就任京畿道觀察使，1878年閔台鎬的女儿成為純宗的世子嬪，1882年，壬午軍亂時時任江華留守的閔台鎬房子遭到軍民洗劫，不過不像閔謙鎬遭到暴民刺殺。
之後，閔台鎬擔任議政府的左贊成。1883年7月兼典圜局管理事務，之後便在議政府作為事大黨的代表人物。1884年，朝鮮發生甲申政变，他與知中樞府事趙寧夏等人在景佑宮門口準備見國王時被金玉均和金玉均的同夥一刀刺死。
10月24日，高宗國王追贈他為領議政並賜封輔國崇祿大夫。1907年，他的女婿——大韓帝國的純宗皇帝更追贈他為驪恩府院君。

### 書法技藝
閔台鎬會書寫篆書、隸書、行書、草書和楷書等五種字體。

## 家族
| 称呼     | 姓名     | 生卒年     | 职位/身份    | 备注                                                             |
| -------- | -------- | ---------- | ------------ | ---------------------------------------------------------------- |
| 高祖父   | 閔亨洙   |            |              |                                                                  |
| 曾祖父   | 閔百祥   |            |              |                                                                  |
| 祖父     | 閔弘燮   |            |              |                                                                  |
| 父       | 閔致五   |            |              |                                                                  |
| 養曾祖父 | 閔百興   |            |              |                                                                  |
| 養祖父   | 閔相燮   |            |              |                                                                  |
| 養父     | 閔致三   |            |              |                                                                  |
| 元配     | 坡平尹氏 | 1833－1865 | 坡城府夫人   | 闵台镐元配，府使尹稷儀之女                                       |
| 長子     | 閔泳翊   | 1860－1914 |              | 被過繼給閔升鎬為嗣                                               |
| 繼配     | 鎮川宋氏 | 1849－1882 | 鎮陽府夫人   | 闵台镐繼配，蔭牧使宋在莘之女                                     |
| 長女     | 骊兴闵氏 | 1872－1904 | 純明孝皇后   |                                                                  |
| 嗣子     | 閔泳璘   | 1873－1932 | 伯爵（被廢） | 閔述鎬第三子，被過繼給閔台鎬為嗣；日韓合併後被封為伯爵，後被廢。 |
| 媳婦     | 龍仁李氏 | 1876－1935 | 貞夫人       | 閔泳璘之妻，生父庶尹李源麟；有一子（閔孝植）二女                 |
| 繼配     | 宜寧南氏 | 1859－1942 | 宜昌府夫人   | 闵台镐繼配，生父參奉南命熙                                       |

## 相關作品之飾演者
- 현석 - 2001年KBS《明成皇后》